# كيث كوغان

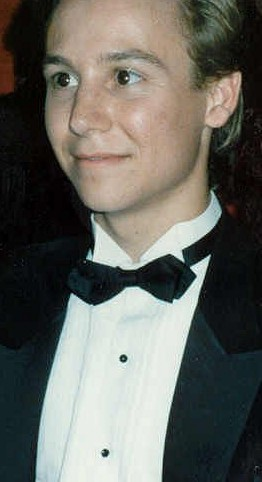
كيث كوغان عام 2006

كيث كوغان (بالإنجليزية: Keith Coogan)‏ ، من مواليد 13 يناير 1970 ، وهو ممثل أمريكي، وشارك بعدة أفلام ومنها فيلم توي سولجرز.

## وصلات خارجية
- كيث كوغان على موقع IMDb (الإنجليزية)
- كيث كوغان على موقع أول موفي (الإنجليزية)
- كيث كوغان على موقع إن إن دي بي (الإنجليزية)
- كيث كوغان على موقع قاعدة بيانات الفيلم (الإنجليزية)
- Monologue a Day Project at blogspot.com